# Meta baywanga
Meta baywanga là một loài nhện trong họ Tetragnathidae.
Loài này thuộc chi Meta. Meta baywanga được miêu tả năm 1995 bởi Barrion & Litsinger.